# Karsten Kirsch
Karsten Kirsch est un astronome allemand.
Le Centre des planètes mineures le crédite de la découverte de trois astéroïdes, effectuée entre 1973 et 1981 à l'observatoire Karl-Schwarzschild de Tautenburg avec la collaboration de Freimut Börngen.
| (2424) Tautenburg | 27 octobre 1973 |
| (2861) Lambrecht  | 3 novembre 1981 |
| (3499) Hoppe      | 3 novembre 1981 |